# Salvatore Borgese

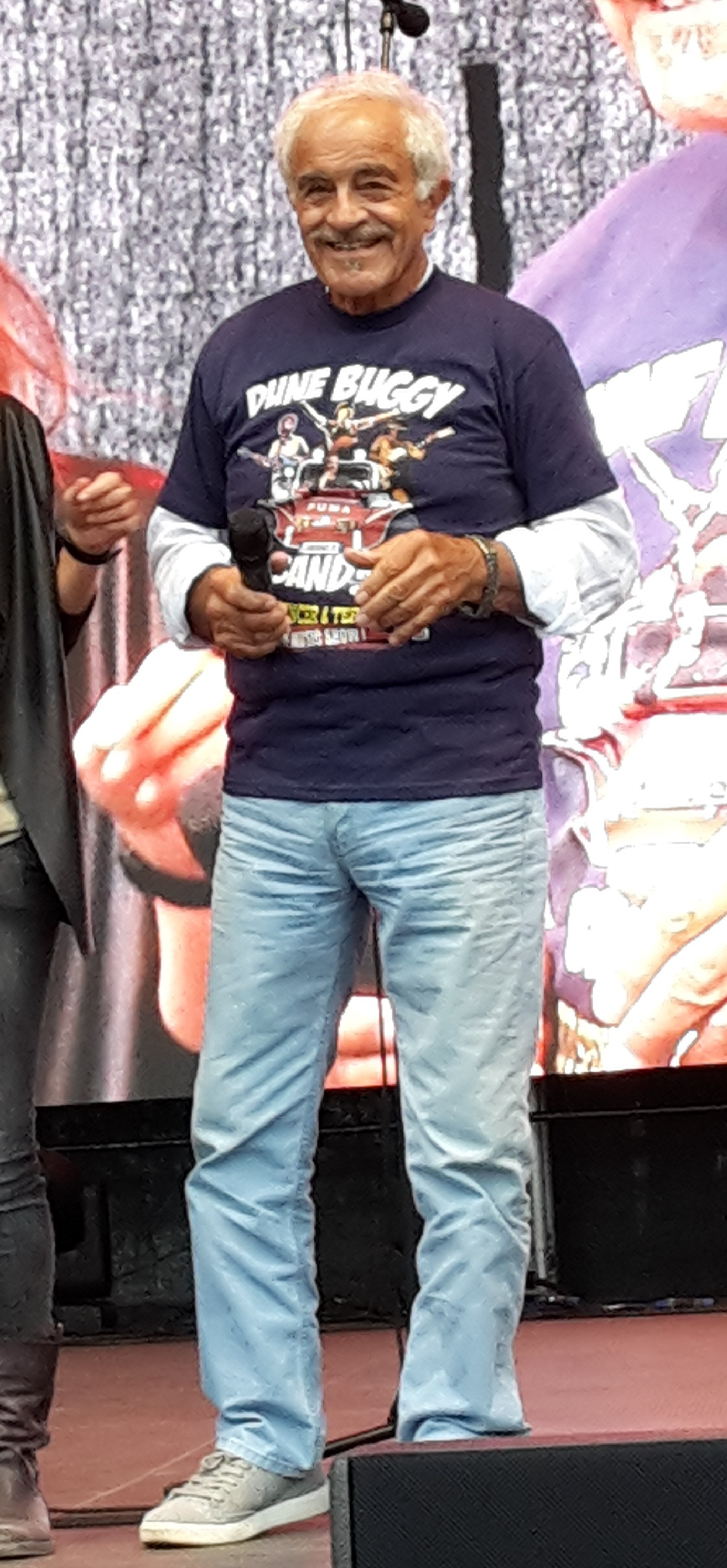
Sal Borgese (2018)

Giuseppe Salvatore „Sal“ Borgese (* 5. März 1937 in Rom, Italien) ist ein italienischer Schauspieler und Stuntman.

## Leben
Borgese, aus einer kalabrischen Familie stammend, kam durch seine akrobatischen Fähigkeiten zum Film und wirkte, zunächst und immer wieder als Stuntman in zahlreichen europäischen Kino- und Fernsehproduktionen mit. Besonders bekannt waren seine Nebenrollen in den Prügelkomödien mit Bud Spencer und Terence Hill, in denen er meist als Schlägertyp und Handlanger auftrat. Oft spielte er auch stumme Charaktere und wurde mit der Zeit immer mehr in komischen Rollen eingesetzt. Borgese fungierte in einigen seiner fast 150 Filme auch als Stuntkoordinator, u. a. in Keiner haut wie Don Camillo und Mario und der Zauberer. Für den Film Verflucht, verdammt und Halleluja agierte er laut Credit auch als Terence Hills Fechtmeister.
Borgese war zwölf Jahre mit der australischen Schauspielerin Kim McKay verheiratet. Er trat auch unter den Künstlernamen Michael Franz und Dick Gordon auf.

## Filmografie (Auswahl)
Kino
- 1961: Barabbas (Barabba)
- 1962: Kampf der Giganten (Ursus il gladiatore ribelle)
- 1962: Maciste – Die gewaltigen Sieben (Maciste, il gladiatore più forte del mondo)
- 1963: I mostri
- 1963: Die Revolte der Gladiatoren (I dieci gladiatori)
- 1963: Treffpunkt Tanger (Beta Som)
- 1964: Don Ramiro hat verspielt (Golia e il cavaliere mascherato)
- 1964: Herkules gegen die Tyrannen von Babylon (Ercole contro i tiranni di Babilonia)
- 1964: Herkules – Rächer von Rom (Ercole contro Roma)
- 1965: Ein Loch im Dollar (Un dollaro bucato)
- 1966: Fünf vor 12 in Caracas (Inferno a Caracas)
- 1966: Sartana (Mille dollari sul nero)
- 1966: Django – Sein Gesangbuch war der Colt (Le colt cantarono la morte e fu… tempo di massacro)
- 1966: Lotosblüten für Miss Quon
- 1967: Die drei Supermänner räumen auf (I fantastici tre supermen)
- 1967: Ein Halleluja für Django (La più grande rapina del west)
- 1968: Drei tolle Kerle (3 supermen a Tokio)
- 1968: Sartana – Bete um Deinen Tod (…Se incontri Sartana prega per la tua morte)
- 1968: Sommersprossen
- 1969: Isabella – Mit blanker Brust und spitzem Degen (Isabella, duchessa dei diavoli)
- 1969: Königstiger vor El Alamein (La battaglia di El Alamein)
- 1969: I quattro del Pater Noster
- 1969: Sartana – Töten war sein täglich Brot (Sono Sartana, il vostro becchino)
- 1969: Todeskommando Panthersprung (5 per l'inferno)
- 1970: Adios, Sabata (Indio Black, sai che ti dico: Sei un gran figlio di…)
- 1971: Freibeuter der Meere (Il corsaro nero)
- 1971: Die dummen Streiche der Reichen (La folie des grandeurs)
- 1971: Der wilde Korsar der Karibik (Los corsarios)
- 1972: Halleluja… Amigo (Si può fare… amigo!)
- 1972: Verflucht, verdammt und Halleluja (E poi lo chiamarono il magnifico)
- 1973: …E così divennero i tre supermen del West
- 1973: Die ehrenwerte Familie (L’onorata famiglia, uccidere è cosa nostra)
- 1973: Fäuste – Bohnen und… Karate! (Storia di karatè, pugni e fagioli)
- 1973: Ein Käfer auf Extratour
- 1973: Kennst Du das Land, wo blaue Bohnen blüh’n? (Lo chiamavano Tresette… giocava sempre col morto)
- 1973: Die Nacht der rollenden Köpfe (Passi di danza su una lama di rasoio)
- 1973: Die Supermänner aus Shanghai (Crash! Che botte strippo strappo stroppio)
- 1974: La pazienza ha un limite… noi no!
- 1975: Das verrückteste Auto der Welt
- 1976: Bluff (Bluff storia di truffe e di imbroglioni)
- 1976: Racket (Il grande racket)
- 1977: Die Kröte (La banda del gobbo)
- 1978: Zwei tolle Käfer räumen auf
- 1978: Zwei sind nicht zu bremsen (Pari e dispari)
- 1980: Der Supercop (Poliziotto superpiù)
- 1981: Zwei Asse trumpfen auf (Chi trova un amico, trova un tesoro)
- 1982: Bingo Bongo
- 1983: Zwei bärenstarke Typen (Nati con la camicia)
- 1985: Joan Lui (Joan Lui – ma un giorno nel paese arrivo io di lunedì)
- 1986: Crash Boys (3 supermen a Santo Domingo)
- 1986: Die Untersuchung (L'inchiesta)
- 1987: Shark – Stunde der Entscheidung (La notte degli squali)
- 1987: Vagabunden wie wir (I picari) – Regie: Mario Monicelli
- 1990: Palermo vergessen (Dimenticare Palermo) – Regie: Francesco Rosi
- 1990: Der Pate III (The Godfather Part III)
- 1990: Il sole buio
- 1990: Le comiche
- 1991: Zahnstocher Johnny (Johnny Stecchino)
- 1992: Das Ende der Unschuld (La corsa dell'innocente)
- 1996: Al centro dell'area di rigore
- 1998: Frigidaire – Il film
- 1998: La rumbera
- 2011: Anche se è amore non si vede

Fernsehen
- 1987: Der Schatz im All (L'isola del trsoro)
- 1990: Un scane sciolto
- 1994: Die Tochter des Maharadschas (The Maharaja's Daughter) (TV-Miniserie, 2 Folgen)
- 1997: Linda e il brigadiere (Fernsehserie, Folge 1x02)
- 1998: Das Geheimnis in der Wüste (I guardiani del cielo)
- 1999: L'amore oltre la vita
- 2000, 2006: Don Matteo (Fernsehserie, Folgen 1x05,5x24)
- 2003: Enzo Ferrari (Ferrari)